# 豊岡市立弘道小学校
豊岡市立弘道小学校（とよおかしりつこうどうしょうがっこう）は、兵庫県豊岡市出石町内町にある公立小学校。自然を生かしたクラスター配置という独特のつくりで、各学年の教室や体育館などが別々の建物として独立していることが最大の特徴である。マツコ&有吉の怒り新党というテレビ番組で日本で珍しい学校BEST3に取り上げられたこともある。設計はいるか設計集団。施行は川嶋・川見・徳網建設共同企業体。2021年の校区は谷山、下谷、材木、魚屋、東條、寺町、鉄砲、内町、八木、本町、宵田、田結庄、小人、柳、馬場、町分、伊木、川原、松枝、弘原（一部）、日野辺（一部）である。

## 沿革
- 1782年（天明2年）- 出石藩の藩校として弘道館が命名される。
- 1873年（明治6年）3月17日 - 出石小学校と改称する。
- 1876年（明治9年）3月26日 - 出石大火にて校舎焼失。松枝の空家や宗鏡寺を仮校舎とする。
- 1878年（明治11年）7月21日 - 内町新築の校舎落成。
- 1880年（明治13年）1月15日 - 弘道小学校と改称する。
- 1933年（昭和8年）11月22日 - 弘道館尋常高等小学校と校名変更する。
- 1941年（昭和16年）4月1日 - 弘道国民学校と改称する。
- 1947年（昭和22年）4月1日 - 弘道小学校と改称する。
- 1991年（平成3年）6月17日 - 新校舎入校式を行う。その日を創立記念日とする。
- 2005年（平成17年）4月1日 - 市町合併により、豊岡市立弘道小学校となる。

## 卒業後の進路
- 豊岡市立出石中学校（小中一貫教育）[2][3]
- 近畿大学附属豊岡中学校・高等学校

## 新校舎の特色
オープンクラスター方式
学級の個性を大事にする為、1学年を1単位としてワークスペースを設けた。
多目的スペースのネットワーク化
合同授業にも対応出来るよう、6つのワークスペースの総合機能を持つメディアセンターを中央に設けた。
マルチ・コーヴ
教室＋ワークスペースの学年ユニットに様々なコーヴ（小コーナー）を設けた。
学年クラスター分舎方式
年齢別に3グループに分け、それぞれ独立した家を持たせた。

## ギャラリー

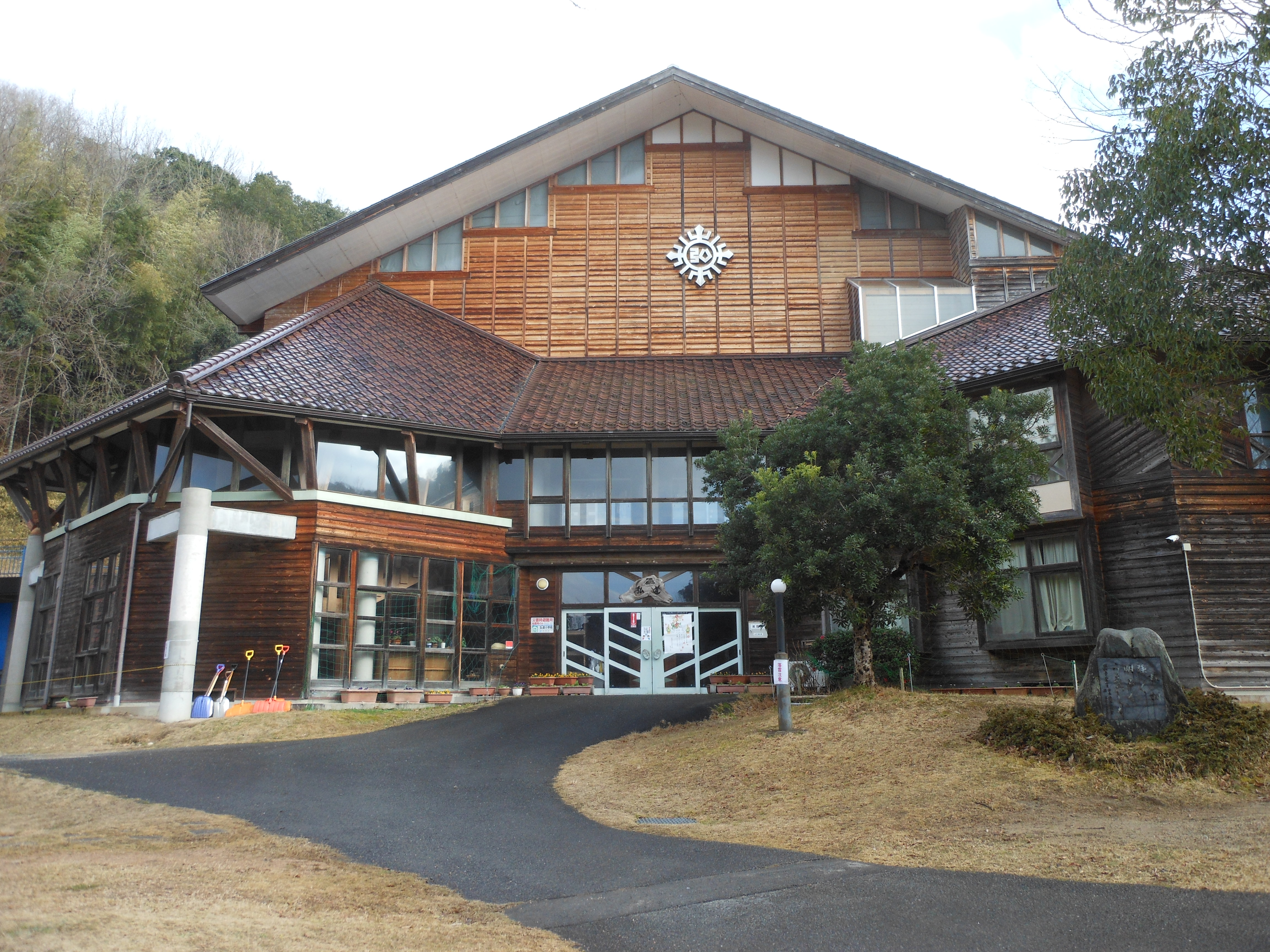
管理棟
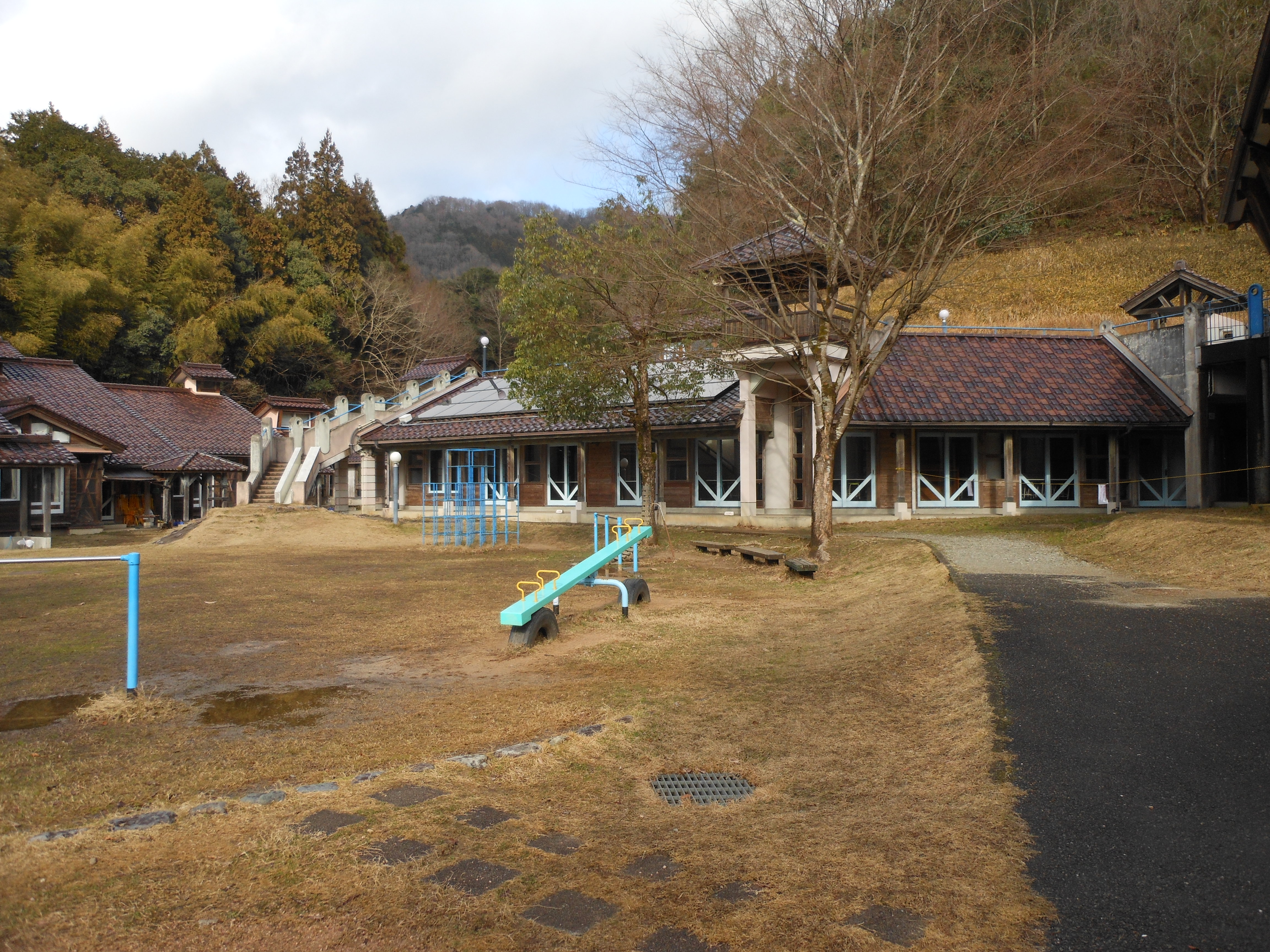
ランチルーム棟
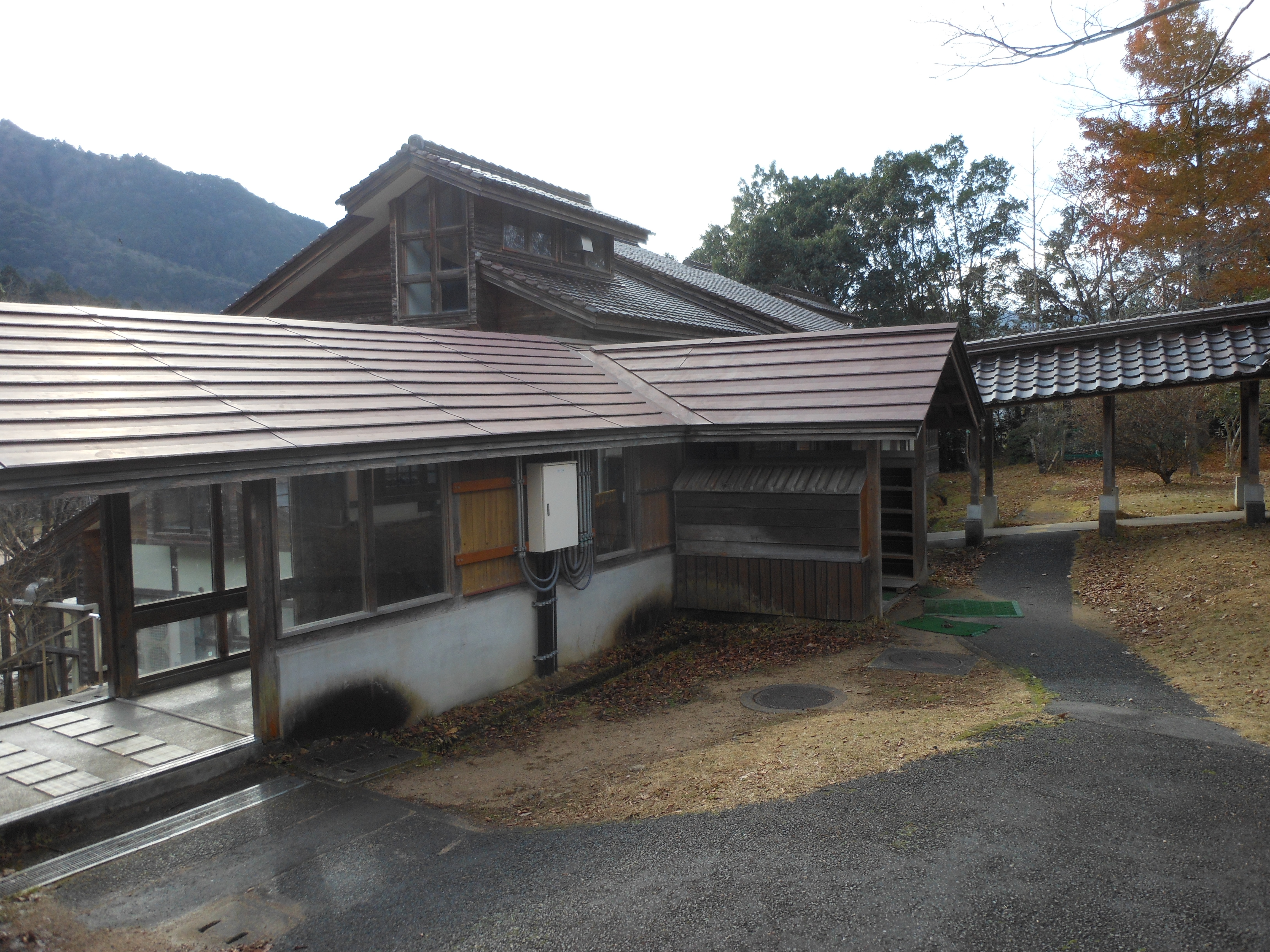
高学年棟
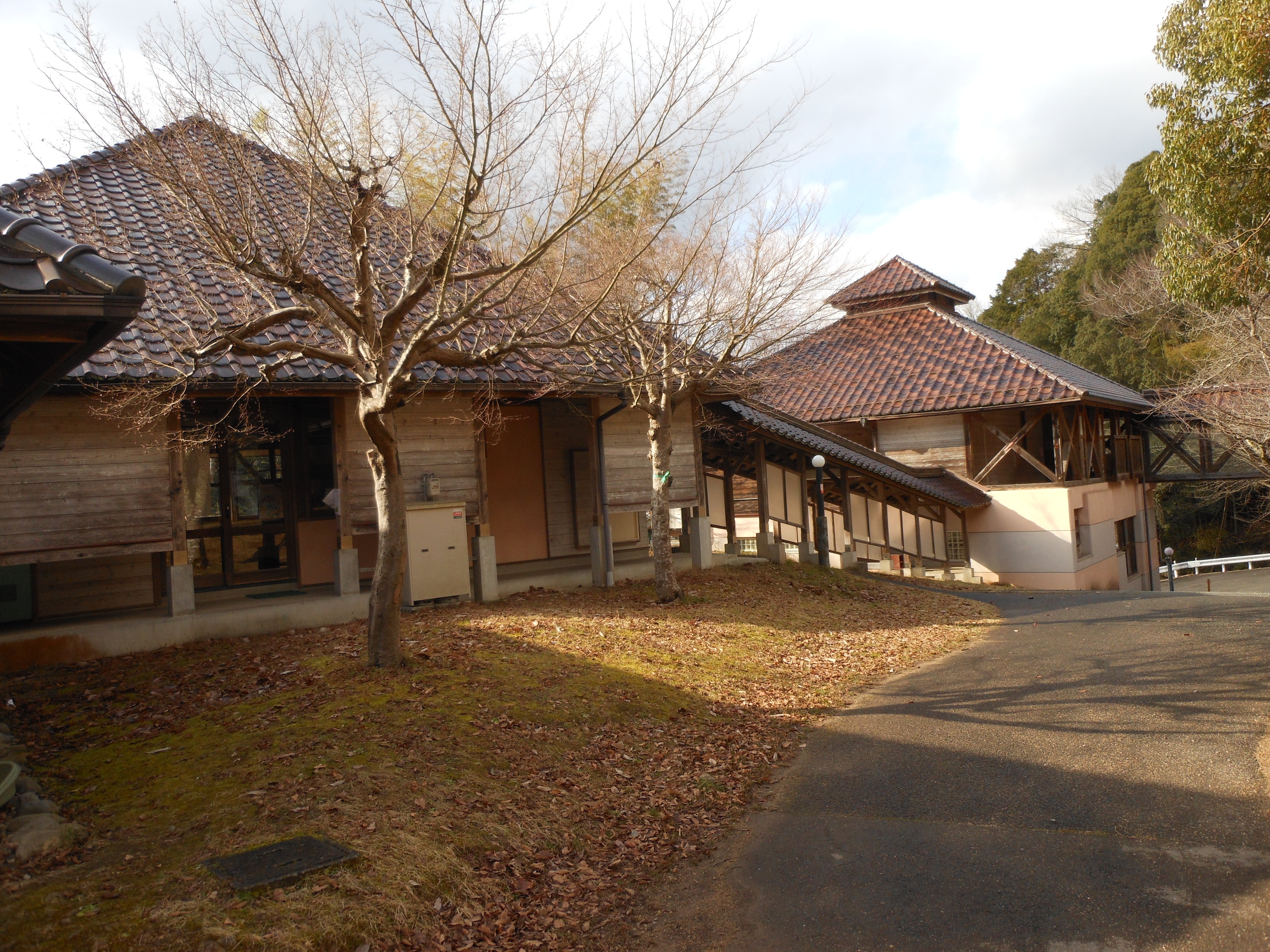
生活棟・芸術棟

## 弘道小学校の児童数の変遷
| 2006年度（平成18年度） | 271人 |
| 2010年度（平成22年度） | 213人 |
| 2013年度（平成25年度） | 225人 |
| 2016年度（平成28年度） | 222人 |
| 2019年度（平成31年度） | 223人 |
| 2020年度（令和2年度）  | 227人 |
| 2021年度（令和3年度）  | 214人 |
| 2022年度（令和4年度）  | 212人 |

## 著名な出身者

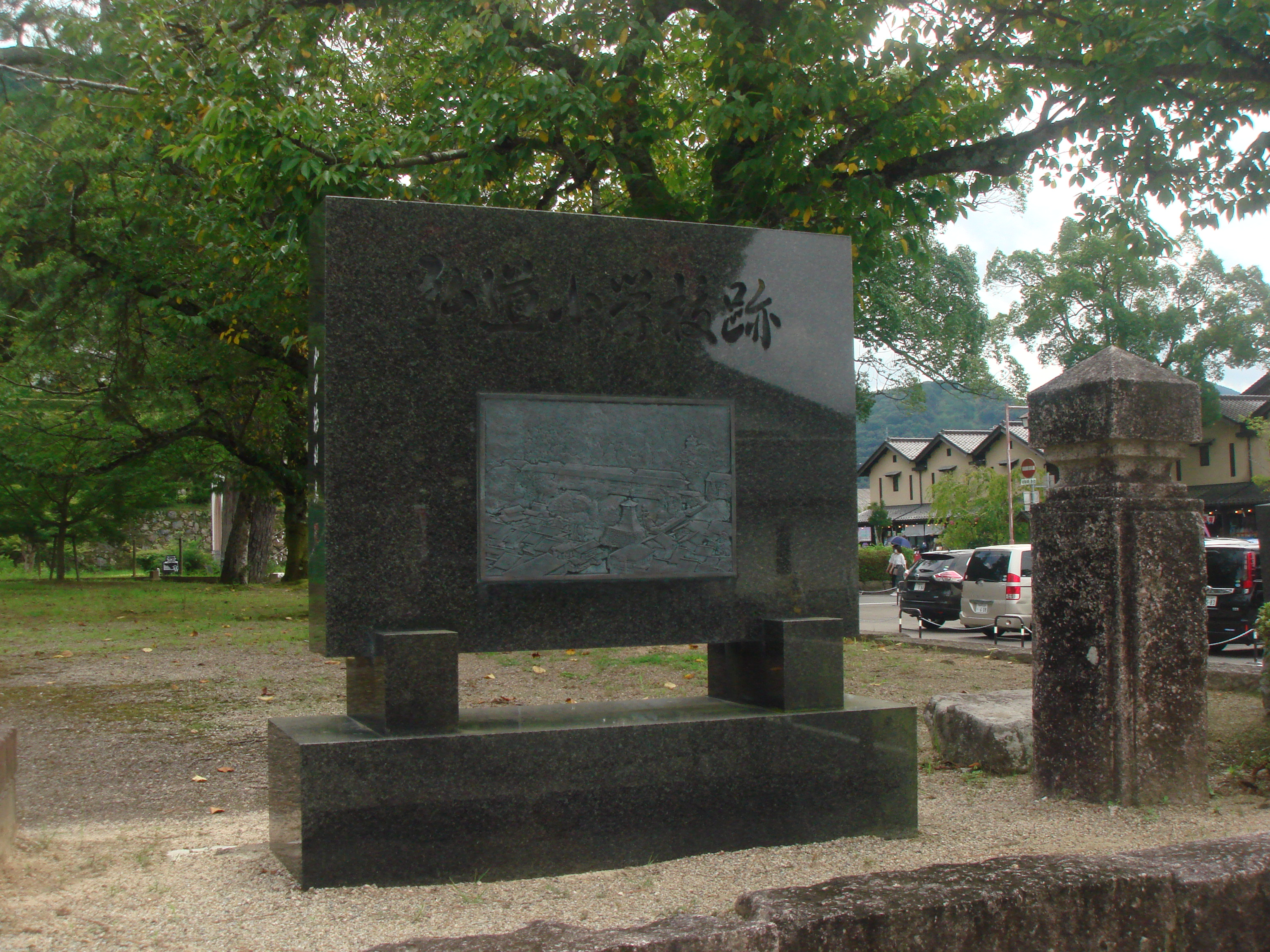
出石総合支所（旧弘道小学校跡地）に立つ石碑

- 伊藤清永（弘道尋常高等小学校）
- 大友工（弘道尋常高等小学校）

## 校区が隣接している学校
- 豊岡市立小野小学校
- 豊岡市立小坂小学校
- 豊岡市立福住小学校
- 豊岡市立合橋小学校